# バンダレ・シーラーフ
バンダレ・シーラーフ（ペルシア語: بندر سیراف、Bandar-e Sīraf/Sīraf/Ţāherī/Tāhiri/Bandar-e Ţāherī/Bandar-i Ţāhirī/、
「バンダル（Bandar）」という言葉はペルシア語で「港」を意味するは、イランの都市。ブーシェフル州キャンガーン郡に属する。2006年当時の人口は3,500人、722世帯。
10世紀に栄えた港湾都市シーラーフの遺跡はこの都市に位置する。